# Ярема Віталій Григорович

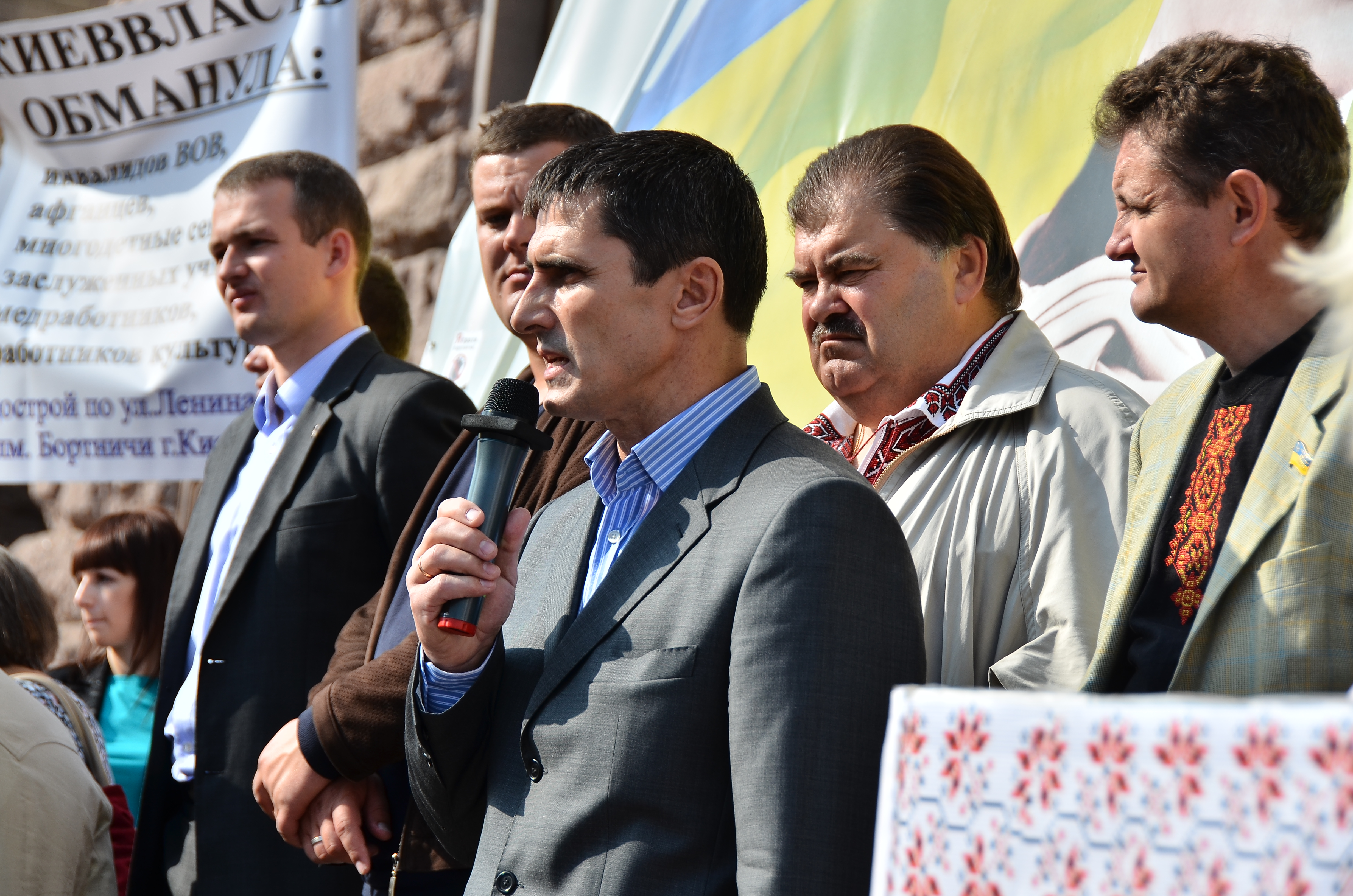
На мітингу опозиції

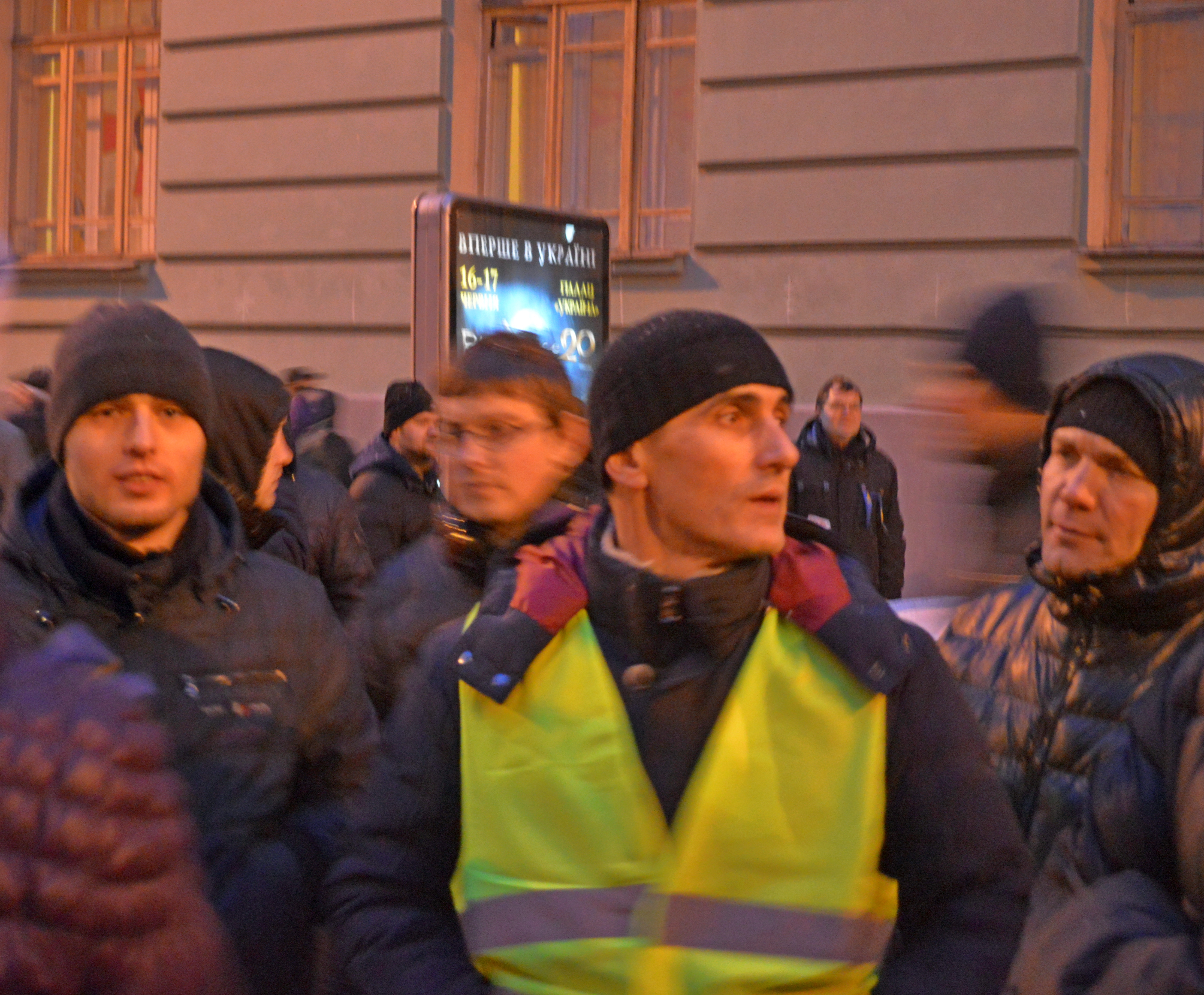
Ярема на Майдані

Віта́лій Григо́рович Яре́ма (нар. 14 жовтня 1963, с. Строкова, Переяслав-Хмельницький район, Київська область, Українська РСР) — український політик, фахівець з правоохоронної діяльності.
Народний депутат України від партії «Батьківщина», колишній начальник Головного управління МВС України в Києві (2005—2010), генерал-лейтенант міліції у відставці. Генеральний прокурор України з 19 червня 2014 по 10 лютого 2015.
З 27 лютого 2014 по 19 червня 2014 обіймав посаду першого віце-прем'єр-міністра України в уряді Арсенія Яценюка. Був відповідальний за правоохоронний та силовий блок.

## Життєпис
- У 1971 році пішов до Великокаратульської середньої школи Переяслав-Хмельницького району Київської області. Після закінчення школи працював у Переяслав-Хмельницькому звірогосподарстві. З 1981 по 1983 роки проходив дійсну військову службу у лавах Радянської Армії.

- У грудні 1983 року поступив на службу в органи внутрішніх справ на посаді міліціонера дивізіону міліції відділу позавідомчої охорони при Дніпровському РВВС м. Києва.

- З 1985 по 1987 роки навчався у Калінінградській спеціальній середній школі міліції МВС СРСР.

- У 1987 році був направлений для подальшого проходження служби дільничним інспектором міліції Дніпровського районного відділу внутрішніх справ УВС Києва.

- 1989—1993 — навчався на заочному відділенні Академії внутрішніх справ України за спеціальністю правознавство.

- З 1990 року проходив службу на посадах оперуповноваженого та заступника начальника відділу карного розшуку Дніпровського РВВС ГУВС Києва.

- У червні 1993 року призначений заступником начальника відділу — начальником відділення відділу з боротьби з груповими і організованими злочинними проявами управління карного розшуку ГУВС Києва.

- З грудня 1994 року працював заступником начальника управління карного розшуку — начальником відділу з боротьби з груповими і організованими злочинними проявами, з 1997 року — начальником управління карного розшуку.

- У грудні 1999 року призначений 1-м заступником начальника Головного управління карного розшуку МВС України, а у березні 2001 року — начальником УМВС України на Львівській залізниці.

- У лютому 2003 року призначений першим заступником начальника Головного управління — начальником управління з боротьби з організованою злочинністю ГУМВС України в м. Києві.

- З серпня по листопад 2003 року працював заступником начальника Департаменту карного розшуку — начальником управління з боротьби з організованою злочинністю, а з 2003 року по 2005 рік — першим заступником начальника Департаменту карного розшуку МВС України.

- У лютому 2005 року призначений на посаду начальника Головного управління МВС України в Києві.

- 12 березня 2010 відразу після перемоги на виборах Януковича, подав у відставку з посади керівника столичної міліції.

- 26 жовтня 2012 Народний Депутат України

- З лютого 2014 року Перший віце-прем'єр міністр України

- 19 червня 2014 року Верховна Рада України VII скликання, призначила Віталія Ярему — Генеральним прокурором України[5].

- 16 червня 2014 року затверджений у складі Ради національної безпеки і оборони України РНБО.[6]

- 10 лютого 2015 року подав у відставку із посади Генерального прокурора України, незважаючи на те, що його звіт був затверджений Верховною радою України[3]

- 16 лютого 2015 року виведений зі складу РНБО.[7]

## Діяльність на посаді Генерального прокурора України
- Віталій Ярема доручив розслідування справи про масовий розстріл людей на Майдані прокурору Геннадію Рибці, який за часів Януковича розслідував «Справу Павліченків»[8].
- Міжнародна дорадча група Ради Європи у своєму звіті від 31 березня 2015 відзначила, що Генеральна прокуратура України під керівництвом Віталія Яреми свідомо блокувала затримання головних підозрюваних у справі про розстріл на Інститутській[9].
- Генпрокуратура України часів Яреми активно не займалася пошуком доказів причетності соратників екс-президента Януковича до злочинів, навіть офіційно повідомила відповідні органи ЄС, що не здійснює процесуальних дій щодо деяких членів списку санкцій ЄС[10].

## Політична діяльність
- У 2006 році обраний депутатом Київської міської ради від Блоку «Наша Україна».

- У жовтні 2012 року переміг на виборах у 212 (мажоритарному) окрузі міста Києва (Дарницький район).

- 23 травня 2013 року обраний Головою Тимчасової слідчої Комісії Верховної Ради України з розслідування фактів нападу на представників засобів масової інформації 18 травня 2013 місті Києві за адресою вулиця Володимирська, 15 і розслідування інших фактів тиску на засоби масової інформації, перешкоджання законній професійній діяльності журналістів, яка оприлюднила звіт, що містив факти кричущого порушення прав журналістів в Україні режимом Януковича[11].

- 12 грудня склав присягу і став народним депутатом України VII скликання (приймальня: Київ, вул. Драгоманова, 17).

- У лютому 2014 року, призначений Першим віце-прем'єр Міністром України, відповідальний за координацію роботи силових органів.

### Парламентська діяльність
Народний депутат України. Заступник голови Комітету ВРУ з питань боротьби з організованою злочинністю і корупцією
Разом з іншими народними депутатами від опозиції, Віталій Ярема вніс на розгляд Верховної ради Проект Закону України «Про внесення змін до Закону України „Про засади запобігання і протидії корупції“ та Регламенту Верховної Ради України (щодо удосконалення окремих положень)», який вдосконалював вітчизняне антикорупційне законодавство і суттєво поліпшував роботу компетентних органів у цій сфері. Закон був прийнятий 354 голосами «ЗА».
У червні 2013 року був обраний Головою Тимчасової слідчої комісії Верховної Ради України з питань розслідування фактів нападу на представників засобів масової інформації 18 травня 2013 року у місті Києві за адресою вул. Володимирська-15 та розслідування інших фактів тиску на засоби масової інформації, перешкоджання законній професійній діяльності журналістів. ТСК під керівництвом Яреми В. Г., під час своєї роботи неодноразово відчувала зі сторони влади. Частина Комісії від «Партії регіонів» постійно зривала її засідання. З огляду на це, опозиційній частині комісії, а саме: В. Яремі, А. Іллєнку, С.Курпілю (ВО «Батьківщина») та І. Геращенко (УДАР), проголосували за той текст Звіту ТСК, який був складений на підставі показів свідків, доповідей посадових осіб МВС, СБУ та Генеральної прокуратури, а також наявних у комісії фото — та відео матеріалів. Комісія встановила, що в Україні, при потуранні влади відбуваються напади на журналістів, є загроза їхньому життю та порушується свобода слова.

## Нагороди, почесні звання
- Медаль «За бездоганну службу» III ступеня (15 грудня 1999) — за багаторічну бездоганну службу, досягнення високих показників у професійній діяльності[15]
- Заслужений юрист України (18 серпня 2009) — за особливі заслуги у захисті державного суверенітету та територіальної цілісності України, охорону конституційних прав і свобод людини, мужність і самовідданість, виявлені під час виконання військового і службового обов'язку, та з нагоди 18-ї річниці незалежності України[16]
- Почесний громадянин Яготина (2018)

## Сім'я
- Дружина: Ярема (Пилипкова) Маргарита Валеріївна, 03.06.1965 р. н.,
- Син: Ярема Валерій Віталійович, 17.09.1988 р.н., начальник Департаменту державної реєстрації речових прав на нерухоме майно Державної реєстраційної служби України,[17][18] Звільнився у 2015 році за власним бажанням.
- Донька: Ярема Ілона Віталіївна, 27.08.1992 р. н.,
- Донька: Ярема Роксолана Віталіївна, 2008 р. н.

## Цікаві факти

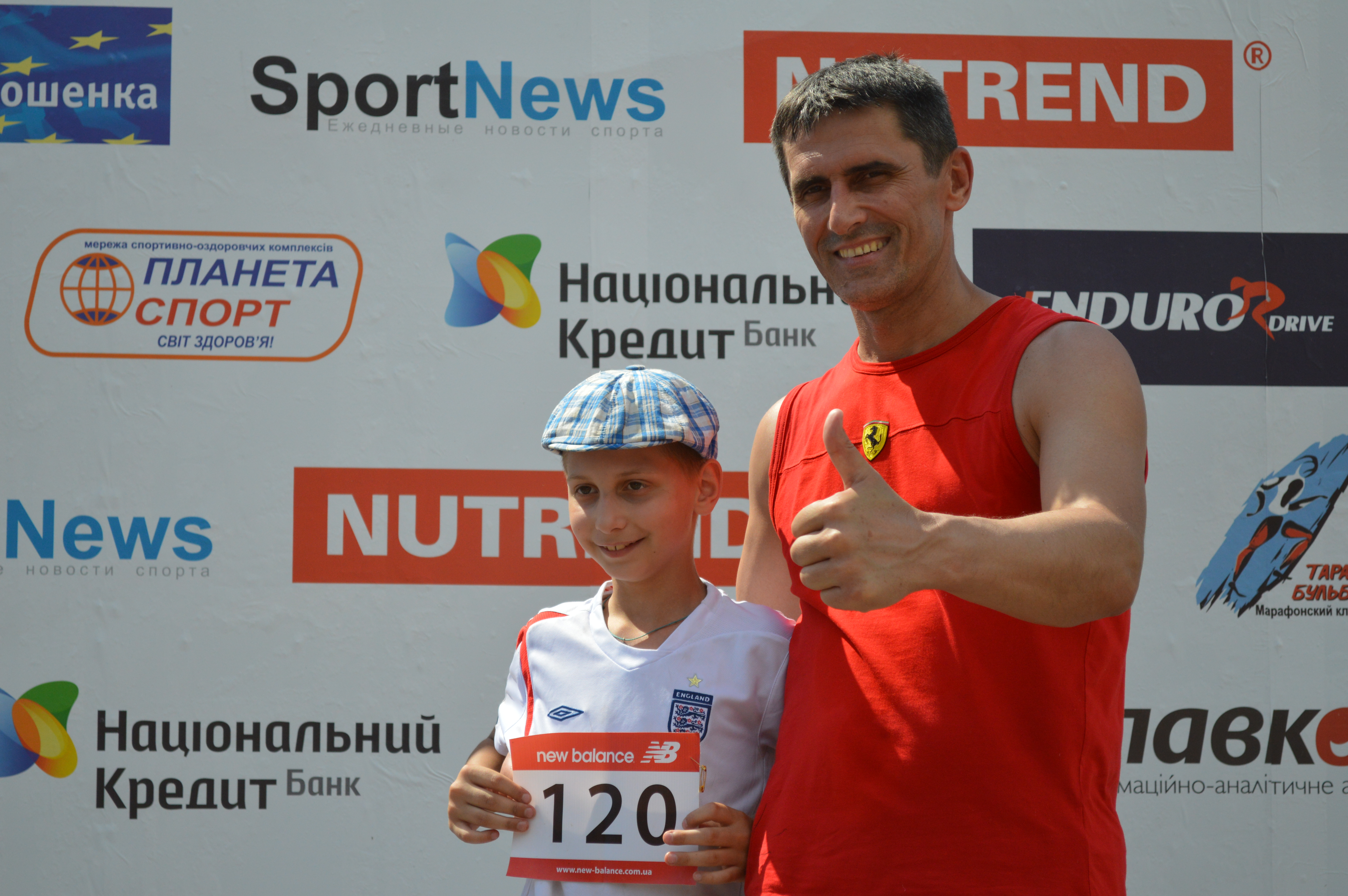
Віталій Ярема під час марафону «Здоров'я»

- Це перший Генеральний прокурор України, який в минулому був працівником міліції і жодного дня не працював у прокуратурі.
- Віталій Ярема є прибічником здорового способу життя і організатором та натхненником Київського "Марафону «Здоров'я» — легкоатлетичного забігу на дистанцію 6 кілометрів. В ході змагання, передбачений забіг для дітей не старших за 10 років та людей з обмеженими можливостями[19]